# Knickei
Als Knickeier werden Hühnereier bezeichnet, die kleine Risse und Knicke in der Schale bei intakter Schalenhaut aufweisen. Diese gehören zur  Güteklasse B und gehören damit zur Sekundärware. Ist der Riss in der Eischale nur bei Durchleuchtung sichtbar, spricht man von einem Lichtsprungei.
Bis in die 1980er Jahre konnte der Konsument auf Anfrage bei Bauernhöfen, die ihre selbsthergestellten Produkte verkaufen, noch Knickeier erhalten. Diese waren im Preis stets stark reduziert, zum Teil bis zu 60 Prozent herabgesetzt. Bis 2004 unterschied man Eier der Güteklassen B und C. Während Knickeier zur Güteklasse B zählten und noch an Konsumenten verkauft werden durften, waren Eier der Güteklasse C stark beschädigt und nicht für die Lebensmittelindustrie zugelassen, da sie zum menschlichen Verzehr nicht mehr geeignet waren. Stark beschädigte Eier werden u. a. zu kosmetischen Produkten verarbeitet.
Mit Zusammenführung der Güteklassen B und C dürfen Knickeier derzeit, wie alle anderen Eier der Güteklasse B, nur noch an die Lebensmittelindustrie und zur industriellen Weiterverarbeitung  u. a. zu kosmetischen Produkten verkauft werden.